# نبشم (یمن)
 نبشم  به عربی ( النبشم  )، روستایی است در عزلهٔ (الجواد الأعلی)، در ناحیهٔ (مرثد)، از توابع استان حَجّه در کشور یمن در شبه جزیره عربستان. 
جمعیت آن ۷۵ نفر (۷ خانوار) می‌باشد.